# 当壁镇
当壁镇，是中华人民共和国黑龙江省鸡西市密山市下辖的一个乡镇级行政单位。

## 行政区划
当壁镇下辖以下地区：
实边村、祥生村、庆利村、庆康村、宁安村、临河村、大顶山村和三梭通村。